# Stiamo bene insieme
Stiamo bene insieme è una serie televisiva italiana trasmessa in prima visione TV dalla Rai nel 2002.

## Trama
La serie racconta la convivenza, gli amori, lo studio, i conflitti generazionali di un gruppo di studenti universitari fuorisede e delle loro famiglie. Ma proprio attraverso la ricerca delle soluzioni ai tanti problemi da affrontare i protagonisti capiranno che il miglior modo per superare le controversie della vita è quello di sostenersi a vicenda; riusciranno in questo modo a ricrearsi una nuova famiglia, un valido appoggio nei momenti difficili, e con la quale poter condividere al tempo stesso le gioie e i successi che i sei studenti vivranno nel corso delle puntate.

## Episodi
| Stagione       | Episodi | Prima TV |
| -------------- | ------- | -------- |
| Prima stagione | 16      | 2002     |

## Personaggi
- Lorenza è una studentessa in Giurisprudenza, figlia di un noto avvocato romano, desidera emanciparsi dalla famiglia e di andare a vivere da sola. Il padre autoritario  non condivide questa scelta in quanto pensa che questo possa ritardare ulteriormente i suoi studi. Lorenza, decisa, lascia la casa dei genitori. In fondo la sua e passione è la musica e non gli studi di Legge. Con l'aiuto di Mirko, il suo ex fidanzato rincontrato dopo diversi anni ad una festa di laurea, ricerca altri ragazzi disposti a dividere un appartamento con lei.  Dopo essersi diplomata in Conservatorio intraprende un corso di musicoterapia.
- Mirko. Ventisei anni, sta preparando la tesi di laurea in Legge. Sono passati diversi anni quando rincontra Lorenza. Il ragazzo sembra ancora interessato alla ragazza ma lei lo considera inaffidabile e preferisce mantenere con lui un semplice rapporto d'amicizia, accettando il suo aiuto in cambio di uno squallido stanzino nel quale può alloggiare senza pagare l'affitto. Originario di Trieste, ha perso la madre e non va d'accordo col padre in quanto lo ritiene responsabile di quella scomparsa. Per riscattarsi da quel clima familiare decide di laurearsi e di trovare un impiego presso la sede dell'Associazione nazionale mutilati e invalidi civili.
- Rocchina si trasferisce da Grottole in Basilicata, per studiare Lettere. Vuole laurearsi e ritornare nel suo paese per insegnare italiano alle elementari. Suo padre avrebbe preferito vederla lavorare come commessa in un negozio di articoli per l'agricoltura gestito da amici, convinto che questa sia la strada giusta per la figlia. Il giorno della partenza  lo lascia senza riuscire a salutarlo e parte col rimpianto di non avere potuto spiegare le ragioni profonde di quella scelta. L'impatto con la città si rivela traumatico e l'adattamento difficile. Dovrà trovare il coraggio per resistere e dimostrare che anche lei è in grado di portare avanti il suo sogno, nonostante una gravidanza indesiderata.
- Beniamino giunge a Roma col suo amico Panfilo da Palmi in Calabria. Per lui gli studi di Economia e Commercio sono assolutamente secondari rispetto alla possibilità di divertimento in una città che lo distrae particolarmente. A Palmi ha lasciato la petulante fidanzata con la quale intrattiene una relazione telefonica e che cerca ripetutamente di tradire.
- Francesca studia da qualche anno Psicologia a Roma, dopo aver cambiato per ben due volte facoltà. È solare, passionale, napoletana verace. Ha una certa predisposizione ad aiutare il prossimo ma in realtà questi interessi nascondono un profondo dolore: il divorzio dei suoi genitori.
- Abdul è uno studente senegalese, inizialmente appare conflittuale ma col tempo insegnerà a Francesca che non tutte le cose importanti della vita vanno prese di petto. Il ragazzo è perfettamente integrato nella realtà romana e svolge gli studi di Medicina. Quando incontra Francesca ne rimane affascinato capendo immediatamente che l'apparente forza della ragazza nasconde una grande fragilità.
- Michele  è cugino di Beniamimo e finge di studiare ingegneria, in realtà ha dato solo tre esami e passa il suo tempo tra concerti e feste. Ha una storia d'amore con Rocchina. Alla fine scoprirà di essere portato per il mestiere di elettricista.
- Panfilo è l'inseparabile amico di Beniamino,  ottimo studente e dal carattere metodico e gentile.
- Costantino lavora presso la mensa dell'università ed è amico di Lorenza.
- Ester è la madre di Francesca, nonché un'affermata regista teatrale.
- Alvaro è il proprietario del bar dove si ritrovano i ragazzi, verso i quali nutre sentimenti di affetto.